# رایشس‌کومیساریات قفقاز
رایخس‌کومیساریات قفقاز (روسی: Рейхскомиссариат Кавказ) رژیم اشغالگر مدنی بود که آلمان نازی قصد داشت در سرزمین‌های اشغالی قفقاز در طول جنگ جهانی دوم ایجاد کند، یکی از چندین رایخس‌کومیساریاتی مشابه.